# 枝松千葉助
枝松 千葉助（1835年 - 1918年）は、日本の武術家である。足守藩武道指南番を務め藩主や藩士に武芸の指導を行った。

## 経歴
1835年8月15日（天保6年7月21日）足守藩士の枝松十郎右衛門の長男として生まれる。父の枝松十郎右衛門は、足守藩武道指南番を務めていた。
枝松千葉助は荻野流砲術を荻野房之進、田宮流居合を石原團之進、日置流弓術を吉田兵太夫、大坪流馬術を柴崎左司馬、種田流槍術を津田作左衛門より学ぶ。また一刀流と起倒流を枝松十郎右衛門から学び全ての免許を得た。
1852年（嘉永5年）藩命により江戸に上り、神田明神下の竹中元之進、竹中鉄之助より起倒流柔道、芝西久保の戸塚彦介より戸塚派楊心流、麻布永坂の森要造より北辰一刀流を学び免許皆伝を受けた。
1855年（安政2年）帰藩して足守藩の武道指南番となった。
1860年（万延元年）四国九州中国京畿各地の剣柔師範を訪問し試合を行った。
1918年2月21日（大正7年2月21日）に病没。